# Szél Ágnes
Szél Ágnes (Budapest, 1944. július 25.) magyar építész, fotóművész

## Élete
1968-ban diplomázott a Műegyetemen. építészmérnöki diplomát szerzett, majd 1972-ben esztétikából is diplomázott. Építészként kezdte szakmai életét Vadász György, Pomsár János, Iványi László építészek mellett.
1984-ben kezdett el fényképezni épületeket, településeket, ipari témát, üveget és természetet. 
Később a fókusz a fényképezésre helyeződött, a Fény és a kép került élete központjába. Fénnyel képet alkotni, a látható téma mögött a láthatatlan jelen lévőt megmutatni, az értéket felismerni, közvetíteni, teremteni vált céljává és érzi feladatának.
1968–1978 között építésztervezőként dolgozott, 1977–82 között Algériában élt és dolgozott. 1986–89-ben Szél Ágnes az Artunion épületfotósa.
1989-től lett önálló fényképész.  1996–2003 között a MVM Magyar Villamos Művek Zrt. képzőművészeti diákpályázatának zsűrielnöke, és 2001–2002 között az MVM fotógalériájának tervezője és művészeti vezetője lett.

## Egyéni kiállítások
- Kalocsa környéki Szállások és Kapolcs  1991
- Kapolcsi képek    1992
- Emlékképek a szülőföldről  1992
- In Vino Veritas  1993
- Csend 1994
- Újra Csend  1996
- Kép a Képben 1997
- Örökségünk Nagykovácsi  1998
- Képeskönyv múltunkról és jövőnkről (Budafok-Tétény) 1998
- Oremus   1999
- Tűnődések  1999
- Színek, Formák, Fények  1999
- Teremtett és Épített világunkról  2000
- Barangolás Fényeken, Tájakon  2001
- Fények-Tények  2002
- Tihanyi képek  2004
- Virág-Világ  2005
- In Vino Veritas  2006
- Ártatlan Örök Lét  2006
- Kert-Éden  2008, 2009
- Kert-Éden és……2011
- Fényjáték  2011
- Törékeny Fény  2012
- Szél-Fény-Kép  2012
- Táguló Virágegyetem  2014
- Fényképek-Fényszobrok  2016
- Belső tüzek-Belső fények  2017

## Csoportos kiállítások
- MHV Művészeti ösztöndíjasok kiállítása, Műcsarnok, BP., 1992
- Nők a világban Angol központ, Pécs, 1995
- Több szem… Pesti Vigadó, BP., 1996
- Bartók ház, BP., 2006
- Kerékpáron, Hódmezővásárhely, 2007
- Édes-kettes, Budapest 2011
- Négy Elem Művészet Malom, Szentendre, 2013
- Labirintus, Művészet Malom, Szentendre,  2014
- Építészeti Szalon, Műcsarnok, BP., 2014
- Harmónia  2015
- Képek és Pixelek, Műcsarnok, BP., 2016
- Face-BOOM,  2016
- Káosz és Rend,  2017
- Galéria 12-ben évente többször rendszeresen

## Művek közgyűjteményekben
- Művelődési ház, Szekszárd
- Faluház, Kapolcs
- Rems Murr, Németország
- Önkormányzat, Nagykovácsi

## Publikációk
- Építészeti szaklapok
- Magyar Építőművészet
- Építész Évkönyv, 1999., 2001.
- A BOR GÉNIUSZA, In memoriam Hamvas Béla - 2002, 2004[1]
- Szép Könyv-díj, 2002.
- GYÖNGYFŰZÉR AZ ANYASÁGRÓL, 2004. - Jung Zseni - Szél Ágnes
- Szép Könyv Oklevél, 2004.
- KERT-ÉDEN, A csönd világa, 2008.
- A Semmelweis Egyetem Rektori épületének helyreállítása, 2009.
- A Baross utcai Sebészeti Klinika története, 2011.
- Kúria Évkönyv, 2012.